# Умберто Анели
Умберто Анели (на италиански: Umberto Agnelli) е италиански предприемач, спортен мениджър и политик (сенатор на Италианската република от 5 юли 1976 г. до 19 юни 1979 г.).

## Биография
Умберто Аниели е роден на 1 ноември 1934 г. в Лозана, Швейцария, като последното от седемте деца на Едоардо Анели, италиански предприемач и спортен мениджър, и на съпругата му Вирджиния Бурбон дел Монте, италианска аристократка. Баща му загива в самолетна катастрофа през 1935 г., когато Умберто е едва на 1 г. На 11 г. той губи и майка си в автомобилна катастрофа. Неговият брат Джани, тринадесет години по-голям от него, определен за глава на семейството, играе ролята на негов баща. 
Умберто изпълнява военната си служба в школата за обучение на кавалерия в Пинероло, като брат си Джани и дядо си. След като завършва право в университета в Катания, той става президент на ФК „Ювентус“ на 21-годишна възраст, а през 1959 г. е избран за президент на Италианската футболна федерация.
След като участва дълго време в процеса на преструктуриране на Фиат, с едновременното отваряне към чужд капитал и пазари, Анели и семейството му са класирани на 278-мо място в класацията на списание „Форбс“ (2003) за най-богатите хора в света, с приблизително нетно състояние от около 1,5 милиарда долара. Той поема президентството на Фиат на 28 февруари 2003 г., веднага след смъртта на брат си Джани, когото той подкрепя дълго време в управлението на автомобилния производител в Торино, въпреки че често е принуден да остане на пейката поради игри за финансова власт. В сравнение с миналото той решава да промени стратегията, като концентрира всички ресурси на Фиат върху автомобила и прибягва до външен мениджър, Джузепе Моркио, на когото поверява ръководството на компанията.
През 70-те години е сенатор на Италианската република от редиците на Християндемократическата партия. Като висш изпълнителен директор на Фиат той има дългосрочен контрол върху водещи издателски компании и върху ФК „Ювентус“. Избран едва на 23 г. от борда на съдружниците, включително неговия брат Джани, за президент на клуба през 1955 г., Умберто става най-младият човек, заел най-високата мениджърска позиция в историята на клуба. Неговото президентско управление се характеризира с покупките на важни играчи, като Джон Чарлс и Омар Сивори, които са решаващи за завладяването на три шампионата на Серия А и две последователни национални купи от 1958 до 1961 г. След като напуска президентската роля през 1962 г., той остава обвързан с Ювентус. През 1994 г. поема управленските дейности, извършвани преди това от брат му Джани, упражнявайки по-голямо влияние върху клуба като почетен президент през следващото десетилетие –  период, в който Ювентус печели още пет шампионски титли на Италия, още една Купа на Италия, четири Суперкупи на Италия, Междуконтинентална купа, Шампионска лига на УЕФА, Купата на УЕФА Интертото и Суперкупата на УЕФА – общо 19 официални трофея за 18 години. Благодарение на спортните успехи, постигнати по време на неговата мениджърска кариера, той е въведен съвместно от Италианската футболна федерация (FIGC) и Фондацията на футболния музей в Коверчано (Флоренция) в Залата на славата на италианския футбол през 2015 г.
Страдащ от рак на белите дробове, той прекарва последните си дни, подпомаган от жена си и двете си деца, в резиденцията си в парка „Ла Мандрия“  на територията на Венария Реале, където умира на 27 май 2004 г. на 69 г., само 15 дни преди своя племенник Егон фон Фюрстенберг, който умира на 11 юни. Последната му публична изява е на 26 април, когато съпругата му Алегра Карачоло получава почетна степен по ветеринарна медицина от Торинския университет. Влошаването на здравословното му състояние обаче му попречва да присъства на събранието на акционерите на Фиат и Ювентус.

## Брак и потомство
Умберто се жени два пъти: първо за Антонела Беки Пиаджо, произхождаща от семейството на предприемачи, създали скутера Веспа, и второ за Алегра Карачоло, братовчедка на Марела Карачоло ди Кастането, съпруга на брат му Джани. Първата му съпруга се омъжва повторно за далечен роднина по майчина линия на Алегра Карачоло, Уберто Висконти ди Модроне. В Торино Умберто и Алегра живеят в резиденцията „И Ровери“ в природния парк „Ла Мандрия“ във Венария Реале.
От първата си съпруга има трима сина:
- Алберто и Енрико Анели, близнаци, родени през юли 1962 г., но живели едва няколко дни;
- Джовани Алберто Анели, известен като Джованино, роден през 1964 г. и починал от рак през 1997 г., предприемач, съпруг на англо-американката Франсиз Ейвъри Хоу, архитектка, от която има две дъщери.

От втората си съпруга има син и дъщеря:
- Андреа Анели, роден през 1975 г., съпруг на англичанката Ема Уинтър, от която има една дъщеря и един син, и на туркинята Дениз Алкалин, от която има две дъщери;
- Анна Анели.